# Санта-Марта-ди-Пенагиан
Са́нта-Ма́рта-ди-Пенагиа́н (порт. Santa Marta de Penaguião; ['sɐ̃tɐ 'maɾtɐ dɨ pɨnɐgi'ɐ̃ũ]) — посёлок городского типа в Португалии, центр одноимённого муниципалитета в составе округа Вила-Реал. По старому административному делению входил в провинцию Траз-уж-Монтиш и Алту-Дору. Входит в экономико-статистический субрегион Дору, который входит в Северный регион. Численность населения — 1,3 тыс. жителей (посёлок), 8,6 тыс.жителей (муниципалитет) на 2001 год. Занимает площадь 70 км².
Покровителем посёлка считается Святая Марта (порт. Santa Marta).
Праздник посёлка — 13 января.

## Расположение
Посёлок расположен в 12 км на юг от адм. центра округа города Вила-Реал.
Муниципалитет граничит:
- на севере и востоке — муниципалитет Вила-Реал
- на юге — муниципалитет Пезу-да-Регуа
- на западе — муниципалитет Амаранте

## История
Посёлок основан в 1202 году.

## Население
| Численность населения муниципалитета по годам | Численность населения муниципалитета по годам | Численность населения муниципалитета по годам | Численность населения муниципалитета по годам | Численность населения муниципалитета по годам | Численность населения муниципалитета по годам | Численность населения муниципалитета по годам | Численность населения муниципалитета по годам | Численность населения муниципалитета по годам |
| --------------------------------------------- | --------------------------------------------- | --------------------------------------------- | --------------------------------------------- | --------------------------------------------- | --------------------------------------------- | --------------------------------------------- | --------------------------------------------- | --------------------------------------------- |
| 1801                                          | 1849                                          | 1900                                          | 1930                                          | 1960                                          | 1981                                          | 1991                                          | 2001                                          | 2004                                          |
| 10 731                                        | 8535                                          | 11 422                                        | 12 532                                        | 13 282                                        | 11 194                                        | 9703                                          | 8569                                          | 8400                                          |

## Состав муниципалитета
В муниципалитет входят следующие районы:
1. Алвасойнш-ду-Коргу
2. Кумиейра
3. Фонтеш
4. Форнелуш
5. Лореду
6. Медройнш
7. Саньоане
8. Север
9. Сан-Жуан-Батишта-де-Лобригуш
10. Сан-Мигел-де-Лобригуш